# کنوانسیون سازمان ملل متحد برای قراردادهای فروش بین‌المللی کالا
کنوانسیون سازمان ملل متحد برای قراردادهای بیع بین‌المللی کالا (به انگلیسی: United Nations Convention on Contracts for the International Sale of Goods) یا به اختصار (CISG) یک معاهده که مربوط به حقوق بین‌المللی فروش است. این معاهده توسط ۹۴ کشور به تصویب رسیده است که بخش قابل توجهی از تجارت خارجی را تشکیل می‌دهد و این یکی از موفق‌ترین قوانین یکسان بین‌المللی است. کشور پرتغال جدیدترین دولت برای پذیرش این کنوانسیون است که در تاریخ ۲۳ سپتامبر ۲۰۲۰ به این معاهده پیوست.

سی‌آی‌اس‌جی توسط کمیسیون حقوق تجارت بین‌الملل سازمان ملل متحد (آنسیترال) (به اختصار: UNCITRAL) توسعه یافت و در سال ۱۹۸۰ در وین امضا شد. در ۱۱ ژانویه ۱۹۸۸ پس از تصویب توسط ۱۱ کشور به عنوان یک معاهده چند جانبه به اجرا درآمد.

سی‌آی‌اس‌جی به صادرکنندگان اجازه می‌دهد که اعضا برای حل مشکلات قانونی و داوری مدنی به آن رجوع کنند.

سی‌آی‌اس‌جی به عنوان یک موفقیت برای کمیسیون حقوق تجارت بین‌المللی سازمان ملل مورد توجه قرار گرفته است، زیرا کنوانسیون از سوی «هر منطقه جغرافیایی از نظر توسعه اقتصادی و هر سیستم عمده قانونی، اجتماعی و اقتصادی» پذیرفته شده است. کشورهایی که سی‌آی‌اس‌جی را تصویب کرده‌اند در به عنوان «کشورهای متعاهد» نامیده می‌شوند. از قوانین یکنواخت سی‌آی‌اس‌جی به عنوان «بیشترین تأثیر در قانون تجارت بین‌المللی در سراسر جهان» عنوان شده است. این معاهده به عنوان یک دستاورد قانونی بزرگ و «موفق‌ترین سند بین‌المللی تا کنون» در قانون اتحادیه بین‌المللی فروش معرفی شده است که بخشی به دلیل انعطاف‌پذیری آن در اجازه دادن به دولت‌های متعاهد در انتخاب استثنا به مقررات خاص است. این انعطاف‌پذیری در متقاعد کردن ایالت‌ها با توجه به سنت‌های قانونی متناقض برای عضویت در یک کد دیگر به تنهایی کمک‌کننده بود. در حالی که برخی از کشورهای عضو سی‌آی‌اس‌جی اعلامیه‌ها را ارائه کرده‌اند، اکثریت قاطع - ۶۸ ایالت از ۸۹ ایالت متعاهد - بدون هیچ‌گونه اعلامیه‌ای به کنوانسیون پیوستند.

اجلاس این کمیسیون یک هفته پیش از عید پاک در وین برگزار می‌شود. گروه‌های مدارس حقوقی در سراسر جهان شرکت می‌کنند. شورا توسط دانشگاه پیس سازماندهی شده است، که یک منبع قطعی اطلاعات در سی‌آی‌اس‌جی را نگه می‌دارد.
این کنوانسیون به چهار قسمت تقسیم شده است. قسمت اول به دامنه کاربرد کنوانسیون و مفاد کلی می‌پردازد. قسمت دو شامل قوانینی است که بر انعقاد و تشکیل قراردادهای بیع بین‌المللی کالا حاکم است. قسمت سوم به حقوق و تعهدات اساسی خریدار و فروشنده ناشی از قرارداد می‌پردازد. بخش چهار شامل بندهای نهایی کنوانسیون در مورد مواردی از قبیل نحوه و زمان لازم الاجرا شدن آن، رزروها و اعلامیه‌های مجاز و اعمال کنوانسیون در بیع بین‌المللی است که دو کشور مربوط قانون یکسان یا مشابهی در این زمینه دارند.
بیع به معنی خرید و فروش است. هرگاه یک یا چند فاکتور بین‌المللی در بیعی موجود باشد که مؤثّر در حقوق و تعهّدات فروشنده و قوانین ماهوی یا شکلی حاکم بر آن باشد، به آن بیع بین‌المللی می‌گویند. در واقع بیع بین‌المللی «بیع خارجی» است. مهم نیست که این بیع توسّط شخص فروشنده و خریدار صورت پذیرد، یا نمایندگان آن‌ها مبادرت به انعقاد قرارداد کنند.

## متعاهدها
از سال ۲۰۱۸، ۸۹ کشور به شرح زیر با تصویب یا پذیرش به کنوانسیون پیوستند:
- آلبانی
- آرژانتین
- ارمنستان
- استرالیا
- اتریش
- جمهوری آذربایجان
- بحرین
- بلاروس
- بلژیک
- بنین
- بوسنی و هرزگوین
- برزیل
- بلغارستان
- بوروندی
- کامرون
- کانادا
- شیلی
- چین
- کلمبیا
- جمهوری کنگو
- کاستاریکا
- کرواسی
- کوبا
- قبرس
- جمهوری چک
- دانمارک
- جمهوری دومینیکن
- اکوادور
- مصر
- السالوادور
- استونی
- فیجی
- فنلاند
- فرانسه
- گابن
- گرجستان
- آلمان
- یونان
- گینه
- گویان
- هندوراس
- مجارستان
- ایسلند
- عراق
- اسرائیل
- ایتالیا
- ژاپن
- قرقیزستان
- لتونی
- لبنان
- لسوتو
- لیبریا
- لیتوانی
- لوکزامبورگ
- ماداگاسکار
- موریتانی
- مکزیک
- مولدووا
- مغولستان
- مونته‌نگرو
- هلند
- نیوزیلند
- نروژ
- پاکستان
- فلسطین
- پاراگوئه
- پرو
- لهستان
- کره جنوبی
- رومانی
- روسیه
- سنت وینسنت و گرنادین‌ها
- سان مارینو
- صربستان
- سنگاپور
- اسلواکی
- اسلوونی
- اسپانیا
- سوئد
- سوئیس
- سوریه
- مقدونیه شمالی
- ترکیه
- اوگاندا
- اوکراین
- ایالات متحده آمریکا
- اروگوئه
- ازبکستان
- ویتنام
- زامبیا

سی‌آی‌اس‌جی توسط غنا و ونزوئلا به امضا رسیده ولی هنوز تصویب نشده است.

## شرط‌ها
سی‌آی‌اس‌جی اجازه داده که قرارداد توسط دولت‌ها (به نام «اعلامیه سی‌آی‌اس‌جی» در زبان خود) منتشر کنند. حدود یک چهارم کشورهای متعاهد سی‌آی‌اس‌جی این کار را انجام داده‌اند. برخی از اعلامیه‌های موجود توسط دولت مورد بازبینی و بررسی قرار گرفته‌اند. کشورهای نوردیک خود را به استفاده از بخش دوم ماده ۹۲ سی‌آی‌اس‌جی منع کرده بودند. به همین ترتیب، چین، لتونی، لیتوانی و مجارستان اعلامیه فرم کتبی خود را لغو کردند. علاوه بر این، جمهوری چک اعلامیه خود را مبنی بر جلوگیری از استفاده از ماده ۱ لغو کرد.

بعضی از کشورها به جای محدود کردن برنامه سی‌آی‌اس‌جی شرایط تجمعی درخواست در داخل را از بین بردند؛ بنابراین قانون اسراییل تصریح می‌کند که سی‌آی‌اس‌جی به همان اندازه به یک گروه که مکان کسب و کار آن در یک ایالت متعلق به یک دولت متعاهد نیست، اعمال خواهد شد. این مطابق با ماده ۹۷ سی‌آی‌اس‌جی است زیرا این یک «رزرو» نیست؛ به جای محدود کردن برنامه دامنه سی‌آی‌اس‌جی گسترش یافته است.

## غایبان مهم
هنگ کنگ، هند، آفریقای جنوبی، تایوان و بریتانیا مهم‌ترین کشورهای تجاری‌ای هستند که هنوز عضو سی‌آی‌اس‌جی نشده‌اند.

فقدان بریتانیا که منجر به صلاحیت انتخاب قانون در قراردادهای تجاری بین‌المللی شده است به‌طور متفاوتی به این موضوع پرداخته است: در نظر گرفتن تصویب آن به عنوان یک اولویت قانونی، عدم علاقه شرکت در حمایت از تصویب، مخالفت با یک تعدادی از سازمان‌های بزرگ و تأثیرگذار، فقدان منابع خدمات عمومی و خطری که لندن در زمینه داوری و دادرسی بین‌المللی از دست می‌دهد.

## کشورهای در حال بررسی سی‌آی‌اس‌جی
روآندا و گواتمالا روش داخلی بررسی سی‌آی‌اس‌جی را تصویب کرده و قوانینی را تصویب کرده‌اند که مجوز آن را تصویب می‌کند؛ تعدادی از کشورهای دیگر، از جمله قزاقستان در روند تصویب پیشرفت کرده‌اند.

## زبان، ساختار و محتوا
سی‌آی‌اس‌جی با استفاده از زبان واضح نوشته شده است که اشاره به چیزها و رخدادهایی از محتوای مشترک وجود دارد. این یک هدف آگاهانه بود که اجازه می‌داد تا سیستم‌های حقوقی ملی از طریق استفاده از یک زبان میانجی قانونی فراتر روند. علاوه بر این ترجمه مورد نیاز در شش زبان رسمی سازمان ملل را تسهیل کرد. همان‌طور که در کنوانسیون‌های سازمان ملل معمول است، تمام شش زبان به همان اندازه معتبر هستند.
سی‌آی‌اس‌جی به چهار بخش تقسیم می‌شود:

### محدوده برنامه و مقررات عمومی
سی‌آی‌اس‌جی به قراردادهای فروش کالاها بین طرفینی که محل کسب و کار آن‌ها در کشورهای مختلف است، زمانی که آن کشور متعاهد است اعمال می‌شود. با توجه به تعداد قابل توجهی از کشورهای متعاهد، این مسیر معمولی برای کاربرد سی‌آی‌اس‌جی است. سی‌آی‌اس‌جی در صورتی اعمال می‌شود که احزاب در کشورهای مختلف قرار داشته باشند و قوانین تضاد قانون منجر به استفاده از قانون یک دولت متعاهد شود. به عنوان مثال یک قرارداد بین یک معامله‌گر ژاپنی و یک معامله‌گر برزیلی ممکن است یک بند قرار دهد که داوری در سیدنی تحت قانون استرالیا اعمال خواهد شد. تعدادی از کشورها اعلام کرده‌اند که این شرایط را نمی‌پذیرند.

سی‌آی‌اس‌جی فقط برای محصولات تجاری در نظر گرفته شده و اعمال می‌شود. با برخی موارد استثنائی محدود، سی‌آی‌اس‌جی برای کالاهای شخصی یا در مورد مزایده‌ها، کشتی‌ها، هواپیماها یا اموال غیرمستقیم و خدمات اعمال نمی‌شود.

مهم‌تر از همه، طرفین قرارداد ممکن است درخواست سی‌آی‌اس‌جی را حذف یا تغییر دهند.

### تشکیل قرارداد
یک پیشنهاد برای قرارداد باید به فرد تعلق داشته باشد، به اندازه کافی مشخص باشد - یعنی کالا، کمیت و قیمت را توصیف کند - و قصد ارائه دهنده به پذیرش را نشان دهد. به نظر می‌رسد سی‌آی‌اس‌جی قراردادهای یک جانبه کامن لا را به رسمیت نمی‌شناسد. علاوه بر این، در صورتی که هیچ قیمت یا روش صریح برای تعیین قیمت به‌طور ضمنی وجود نداشت احزاب فرض بر این هستند که قیمت را بر اساس «زمان قرارداد برای کالاهای فروخته شده در شرایط مشابه» را در نظر بگیرند.

### فروش کالاها
مقالات ۲۵–۸۸ فروش کالا، تعهدات فروشنده، تعهدات خریدار، گذر از خطر، تعهدات مشترک به خریداران و فروشنده را شامل می‌شود.

سی‌آی‌اس‌جی وظیفه فروشنده را «بیان واضح» تعریف می‌کند زیرا فروشنده باید کالا را تحویل دهد، اسناد مربوط به آن را تحویل دهد و کالاها را انتقال دهد، همانگونه که در قرارداد مورد نیاز است. به همین ترتیب وظیفه خریدار این است که تمام مراحل را که ممکن است به‌طور منطقی برآورده شود به پرداخت هزینه آن برسانند.
به‌طور کلی کالا باید با توجه به کیفیت، کمیت و توضیحات مورد نیاز قرارداد باشد و مناسب بسته‌بندی شده و متناسب با هدف باشد. خریدار موظف است که کالا را سریعاً بررسی کند و با توجه به شرایط خاص، فروشنده باید هرگونه عدم انطباق را در «زمان معقولی» و نه بعد از دو سال از دریافت به فروشنده اطلاع دهد.

### مقررات نهایی
مقررات ۸۹–۱۰۱ (مقررات نهایی) شامل چگونگی و زمان تصویب کنوانسیون، ممنوعیت‌ها و اعلامیه‌ها و استفاده از کنوانسیون در مورد فروش بین‌المللی هستند.